# Bellur Krishnamachar Sundararaja Iyengar
 (septembre 2012).
Si vous disposez d'ouvrages ou d'articles de référence ou si vous connaissez des sites web de qualité traitant du thème abordé ici, merci de compléter l'article en donnant les références utiles à sa vérifiabilité et en les liant à la section « Notes et références ».
Pour les articles homonymes, voir Iyengar.
Écoles liées
Yoga Iyengar
Sivananda Yoga
Ashtanga Vinyasa Yoga
Bellur Krishnamachar Sundararaja Iyengar, souvent appelé B. K. S. Iyengar (né le 14 décembre 1918 à Bellur en Inde et mort le 20 août 2014 à Pune en Inde), est un maître de pratique du yoga et plus particulièrement du Haṭha Yoga. Son influence a largement dépassé le monde du yoga. 
B.K.S. Iyengar vivait à Pune, dans l'État de Maharashtra, où il a fondé son école, le Ramamani Iyengar Memorial Yoga Institute (R.I.M.Y.I.). Enfant chétif, maladif sans grande éducation, il fut élève de Sri Tirumalai Krishnamacharya durant deux ans ; celui-ci lui fit remarquer qu'il n'était pas fait pour cet art. De cette absence de reconnaissance de son maître, Bellur Krishnamachar Sundararaja Iyengar devint son propre maître et son premier élève. Dans la tradition du Haṭha Yoga, B.K.S. Iyengar insistait particulièrement sur la pratique des Āsanas — les postures de yoga — et du Prāṇayāma — la respiration yogique.

## Son enfance et sa famille
Né le 14 décembre 1918 au sein d'une famille pauvre dans le village de Bellur dans l'État du Karnataka en Inde, pendant l'épidémie mondiale de grippe de 1918, dont sa mère était atteinte et pour laquelle on avait peu d'espoir qu'il y survive. Il naquit faible, avec des bras et jambes maigres, un ventre protubérant et une grosse tête ; sa santé plus tard fut détériorée par des crises de malaria, de fièvre typhoïde et de tuberculose. Quand il fut sur le point d'avoir neuf ans, son père mourut. Personne ne pouvant l'aider à recouvrer la santé, il dut passer davantage de temps au lit qu'à l'école et ses études en furent affectées. Sa vie prit un tournant favorable en mars 1934 ; à l'âge de 16 ans, il s'initie au yoga sous la houlette de Sri Tirumalai Krishnamacharya. Il fut son guru et beau-frère (marié à sa sœur aînée). Celui-ci lui enseigna des rudiments d'asana pour améliorer sa santé et fit germer en B.K.S Iyengar un vif intérêt pour le yoga ; il resta avec son guru durant deux ans. Le 9 juillet 1943, il épouse Ramaa à l'âge de 24 ans ; quatre mois après leur mariage, ils s'installent à Pune et refusent toute possession. De ce mariage, cinq filles naissent : Geeta, Vinita, Suchita, Sunita et Savitha, ainsi qu'un fils : Prashant. Geetaji et Prashantji sont enseignants de Yoga Iyengar.

## Ses disciples
B.K.S. Iyengar a eu des élèves célèbres tels que J. Krishnamurti, Jayaprakash Narayan, Achyut Patwardhan et Yehudi Menuhin. La rencontre avec ce dernier en 1952 sera suivie de rencontres avec d’autres personnalités qui permettront à B.K.S. Iyengar d'enseigner en Occident.

## L'institut de Yoga RIMYI
Créé en 1973 et inauguré en 1975, le Ramamani Iyengar Memorial Yoga Institute (RIMYI) à Pune accueille des étudiants venus des quatre coins du monde. 
L'institut porte le nom de la femme de B.K.S. Iyengar et ses trois étages symbolisent le corps, l'esprit et l'âme, de même que huit colonnes représentent les huit branches du yoga ashtanga de Patañjali : yama, niyama, āsana, prāṇāyāma, pratyāhāra, dhārāṇa, dhyāna et samādhi.
La bibliothèque du centre abrite plus de 8 000 ouvrages en plusieurs langues sur la philosophie, l'anatomie humaine, la physiologie, l'ayurveda, la médecine et bien sûr le yoga.

## Son enseignement
En 1966, B. K. S. Iyengar publie Yoga Dipika, Lumière sur le yoga, qui est traduit en 18 langues. Il a publié de nombreux livres et a participé à de nombreuses conférences et ateliers. Il définit le yoga comme étant à la fois un art, une science et une philosophie.
L’enseignement du yoga selon B.K.S. Iyengar est basé sur la pratique approfondie des asana (les postures de yoga) et du pranayama (la respiration yogique). Le tout s’effectue dans la recherche de la rigueur, de l’intensité, de l’alignement et de la précision.
Cette méthode précise et rigoureuse, se caractérise par : l’attention portée sur l’alignement des différentes parties du corps dans l’espace, l’organisation des postures en séquences, l’emploi de supports (sangles, briques, couvertures, chaises, cordes…).
Ces principes de base permettent de développer un meilleur équilibre physique et mental et apportent tous les bienfaits que le yoga promet.
L’enseignement est progressif et adapté aux capacités physiques de chacun. L’utilisation des supports facilite l’apprentissage des postures.
Le Yoga IYENGAR® est enseigné dans le monde entier, selon un même principe de formation, d’évaluation et de certification des enseignants.
Iyengar® est une marque déposée et protégée. Seuls les enseignants certifiés peuvent utiliser cette marque.

## Citations
- (en) « When I practice, I am a philosopher. When I teach, I am a scientist. When I demonstrate, I am an artist. »

- (en) « Health is a state of complete harmony of the body, mind & spirit. When one is free from physical disabilities & mental distractions; the gates of the soul open. »

- (en) « Lack of knowledge is the source of all pains and sorrows whether dormant, attenuated, interrupted or fully active. »

## Sélection de publications en français
- Yoga Dipika : Lumière sur le yoga, Buchet/Chastel, 1997,  (ISBN 2702013228)
- L'Arbre du yoga, Buchet/Chastel, 2003,  (ISBN 2283020395)
- Pranayama dipika : Lumière sur le Pranayama, Buchet/Chastel, 2002,  (ISBN 2283019133)
- Iyengar, Lumière sur les Yoga Sutra de Patañjali, Buchet/Chastel, 2004,  (ISBN 2283018196)
- Iyengar, Bible du yoga, J'ai lu, 2009,  (ISBN 9782290017388)
- Le Cœur des yogas sutras, Buchet/Chastel, 2015,  (ISBN 978-2-283-02735-6)
- Iyengar, Astadala Yogamala Tome 1
- Iyengar, Astadala Yogamala Tome 2

### Sitographie
Site de l'Association française de Yoga Iyengar: https://www.afyi.fr